# 斯特劳斯街
斯特劳斯街（希伯來語：‎, Rehov Straus）是耶路撒冷中心区的一条街道，南北走向。它南起雅法路，北到安息日广场，系五条街道的交汇处：斯特劳斯街、Yeshayahu 街、以色列列王街、Yehezkel街和百倍之地路。

## 名称

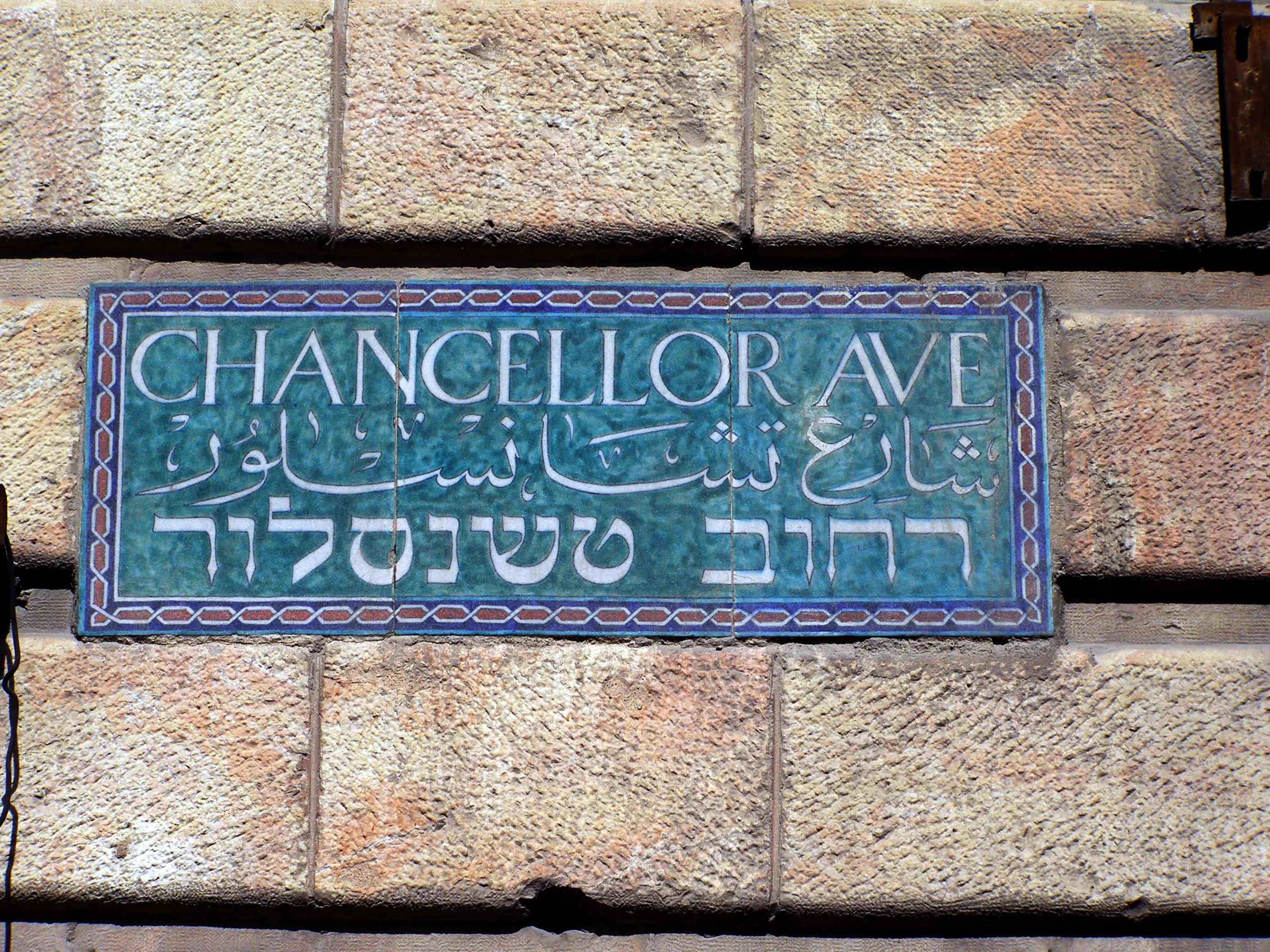
钱塞勒大道路牌，安息日广场

斯特劳斯街开辟于1930年，得名于拿单·斯特劳斯（1848-1931），他是20世纪初美国犹太巨商、慈善家，梅西百货公司的合伙人之一，纽约市公园专员、纽约市卫生局局长，他将个人财富的三分之二捐赠给使巴勒斯坦托管地的犹太人和阿拉伯人受益的项目。 包括耶路撒冷老城的拿单和丽娜·斯特劳斯慈善厨房，以及耶路撒冷和特拉维夫的拿单和丽娜·斯特劳斯健康中心。 以色列沿海城市内坦亚创建于1928年，也是以他命名。
1931年，英国托管当局将这条街更名为钱塞勒大道，以英国托管时期的英国高级专员约翰·钱塞勒爵士命名。1948年独立战争后恢复原名.

## 历史
斯特劳斯街恰好是沿着以色列的分水岭。在英国托管时期，这条街提供从北面的Bukharim社区到南面的Rehavia社区的一条连续路线，全是犹太人拥有的地区。

### 世俗/宗教鸿沟

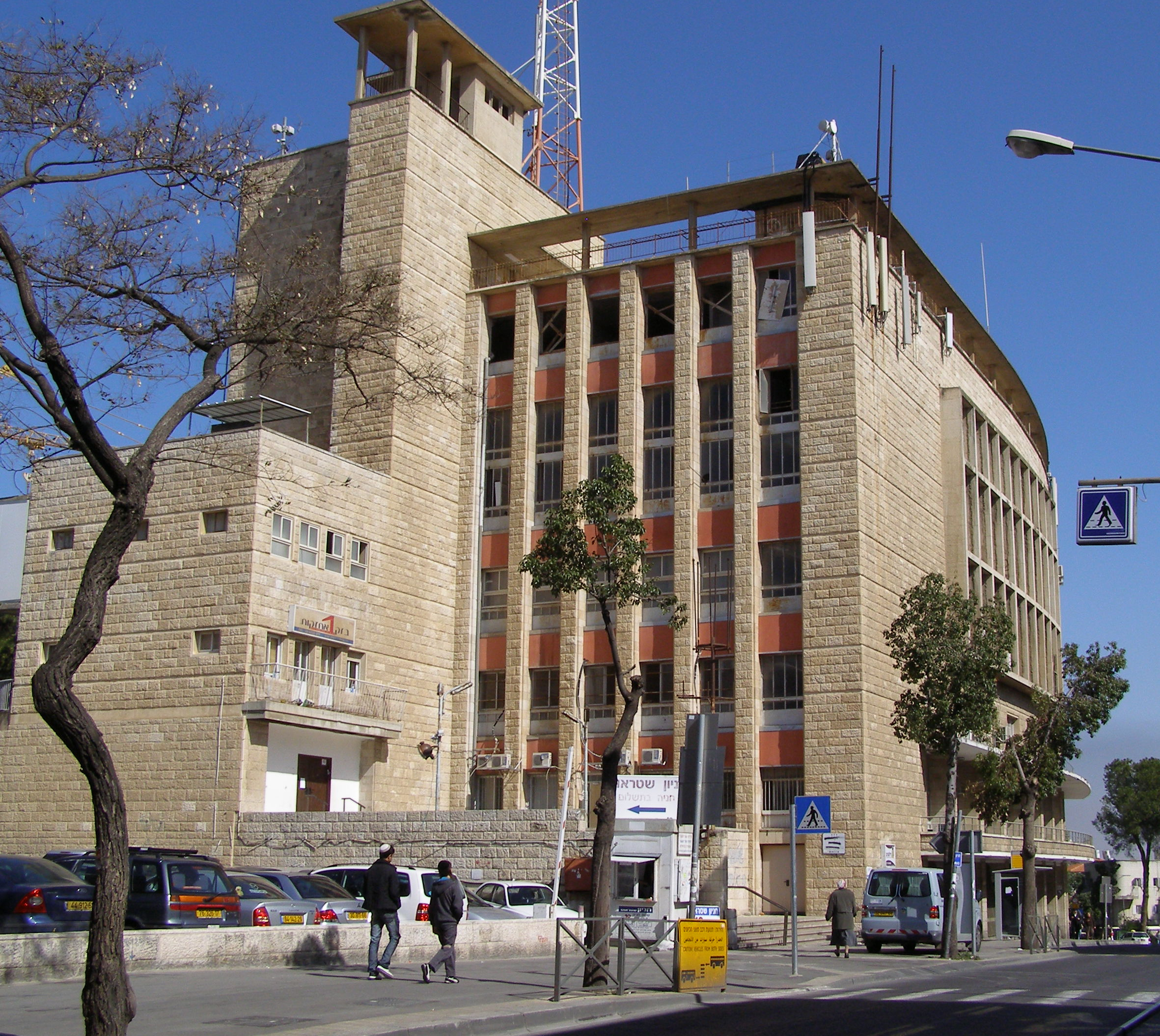
斯特劳斯街的以色列总工会大楼

以色列建国后，斯特劳斯街成为南面的雅法路的世俗文化，与北面的百倍之地和Geula的哈雷迪猶太教文化之间的分水岭。1950年代初，这条街被选为以色列总工会新大楼的地址，以阻止哈雷迪向南扩张。 原来的以色列总工会大楼位于市中心的以色列总工会街。 这座宏伟的七层大楼由 Fritz Shlezinger设计，于1953年建成。 像全国各地的其他劳工总会建筑一样，巨大的矩形结构象征着以色列地工人党左翼政党的权力和影响。 它的屋顶是在这条街的最高点，可瞭望斯科普斯山和橄榄山；六日战争期间，它的屋顶用作试图解放老城的战机总部。 以色列总工会大楼除了办公以外，还设有一个电影院，以及耶路撒冷夏普尔篮球俱乐部主场大厅，开始于1950年代中期，当时是全国唯一的有盖设施。每个星期五晚上500多名球迷济济一堂，观看主场比赛。 多年来，以色列总工会大楼的存在有效地阻止了哈雷迪的Geula和百倍之地的向南扩展。
1979年，正统派联盟以色列中心在斯特劳斯街和先知街转角开幕，这是正统派第一次向南越过了以色列总工会大楼。2000年，以色列中心迁址乔治王街。

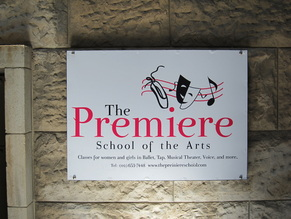

到20世纪末，以色列总工会大楼成了哈雷迪占优势的斯特劳斯街上一个世俗的异常存在。 最终，它也顺水推舟让哈雷迪入住。在1990年代，哈雷迪的专业培训机构 Lomda在大楼的地下室开张。 2003年，哈雷迪的健身中心也加入了，在大楼地下室还有一个檀山流中心。 2007年，大楼三个空置楼层租给了哈雷迪女子神学院，2008年，在另一层楼又开设了哈雷迪婚礼礼堂。

## 医疗机构

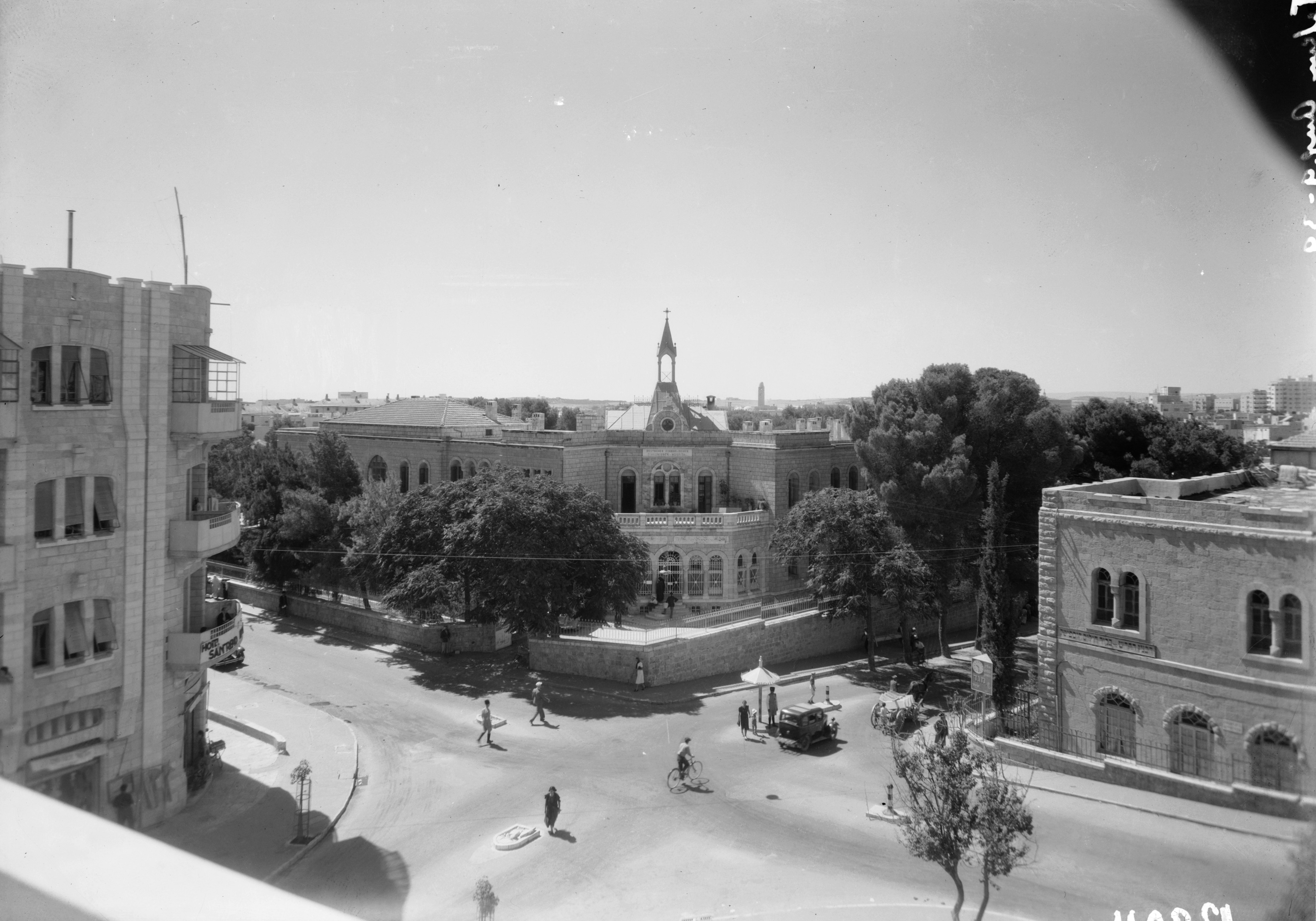
斯特劳斯街和先知街转角，1939年

斯特劳斯街是几个医疗机构的所在地。在斯特劳斯街和先知街东南转角，矗立着原德国医院，建于1894年，1925年成为Bikur Holim 医院。 在西南角矗立着Bikur Holim医院新楼，建于1918-1925年； 这栋楼以三组描绘以色列十二支派和圣经经文的铜门而著称。 在西北角矗立着前以色列医学会大楼，今天是Bikur Holim 医院透析部。

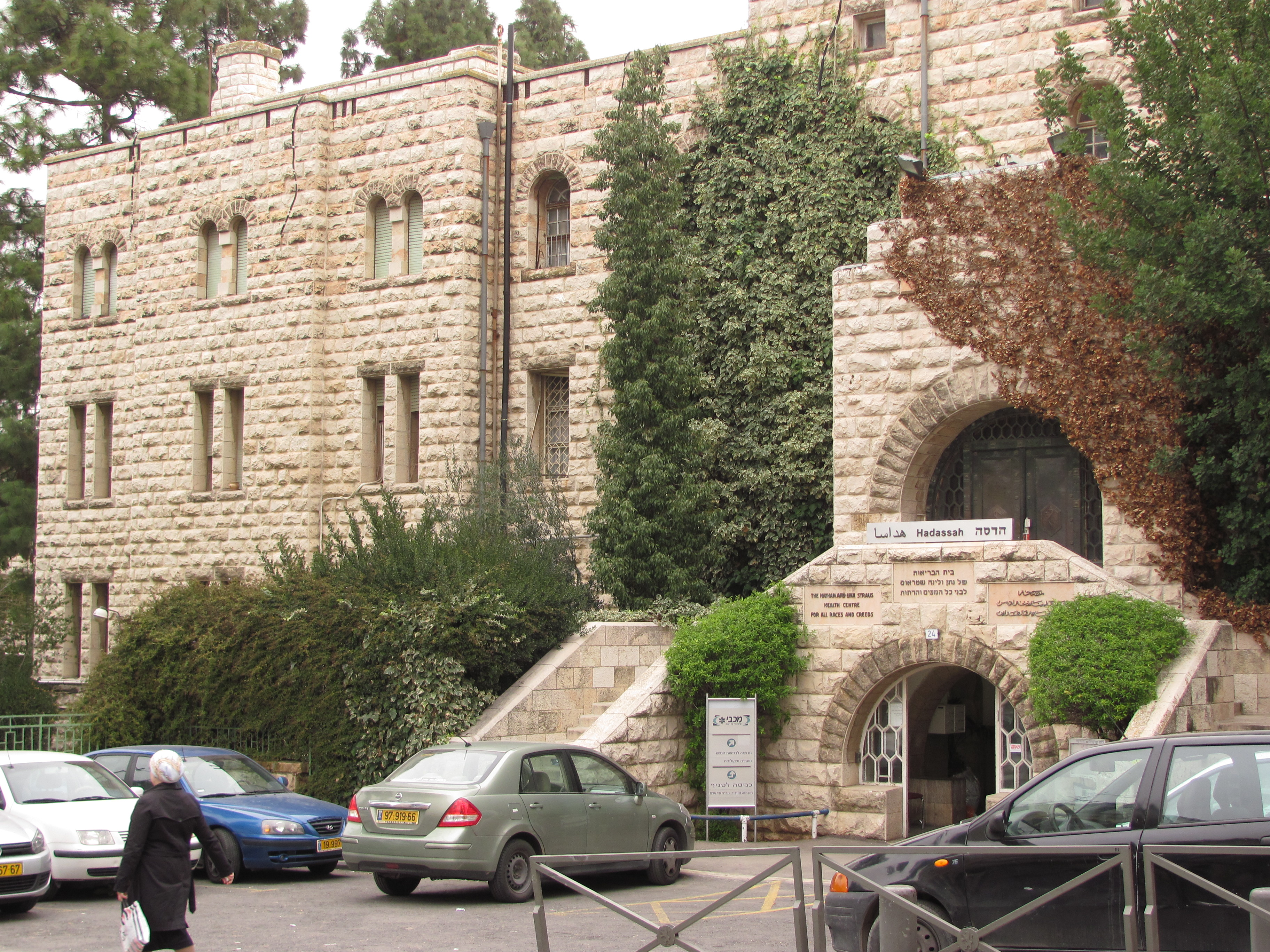
拿单和Lina斯特劳斯健康中心

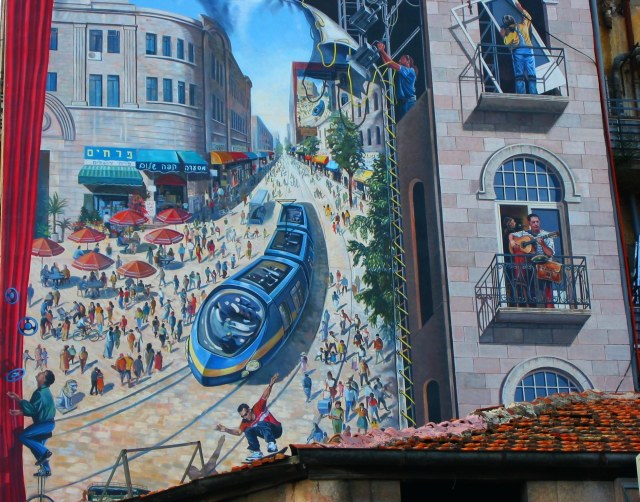
壁画特写

斯特劳斯街也是拿单和Lina斯特劳斯健康中心的所在地。斯特劳斯为中心支付了25万美元，并于1927年3月来到巴勒斯坦奠基。1929年开业时他将大楼交给哈达萨医疗中心。 从1953年到1964年，中心开设以色列第一个牙科学校 今天中心设有马卡比和 Leumit健康基金的诊所, 和哈达萨睡眠医学实验室
。
在斯特劳斯街28号还有一个私人斯特劳斯医学中心。

## 哈雷迪机构

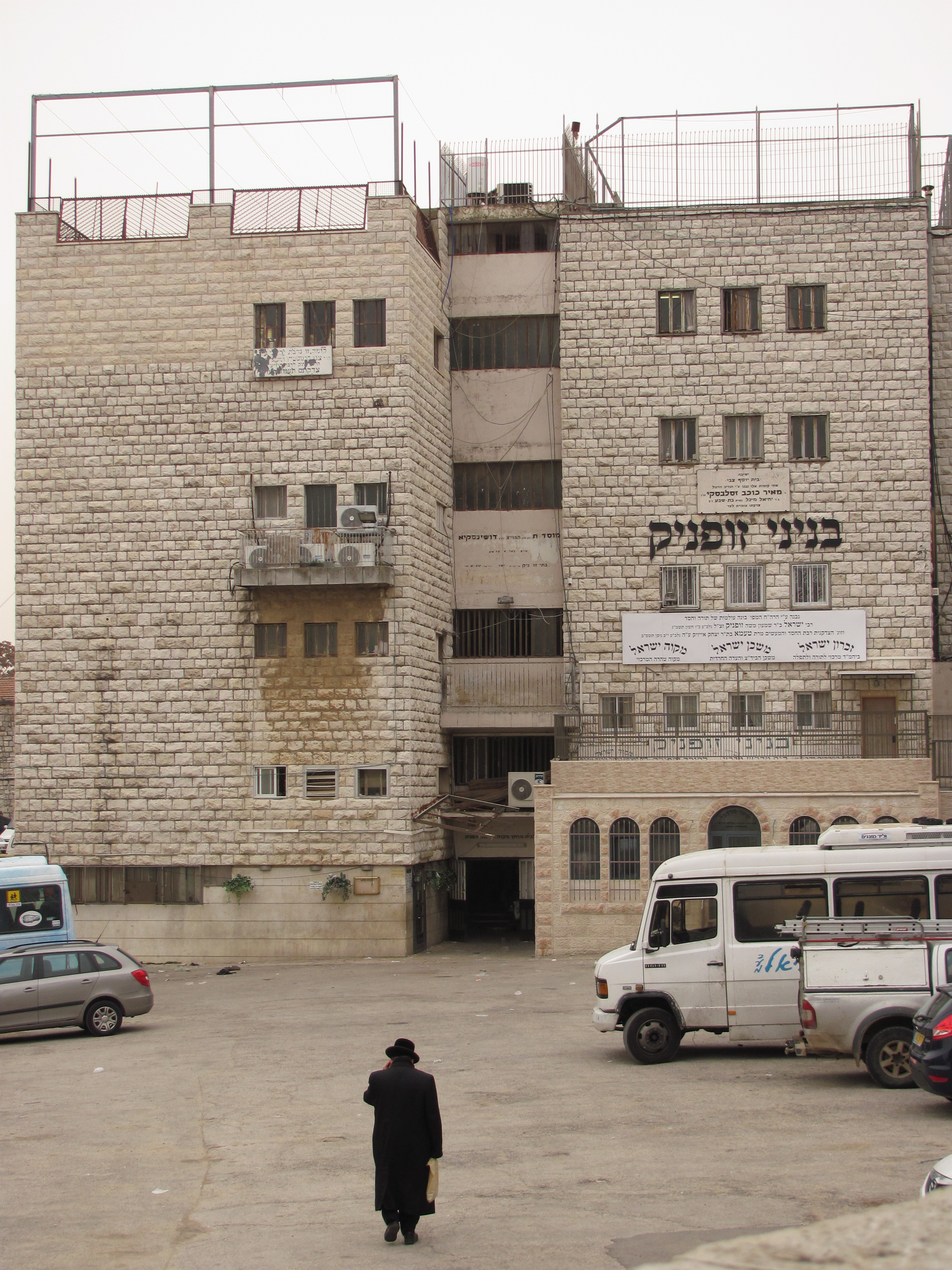
Zupnick广场

在斯特劳斯街的北端，是以色列哈雷迪社区两个重要组织的总部。Zupnick广场是哈雷迪社区（Edah HaChareidis）宗教组织的总部。这座大楼建于1920年代，包括组织的办公室，犹太教法庭、律法学校、犹太学院和浴池。Kupat 拉比梅厄巴尔哈内斯成立于1796年，是一个帮助以色列穷人的慈善机构。

## 其他景点

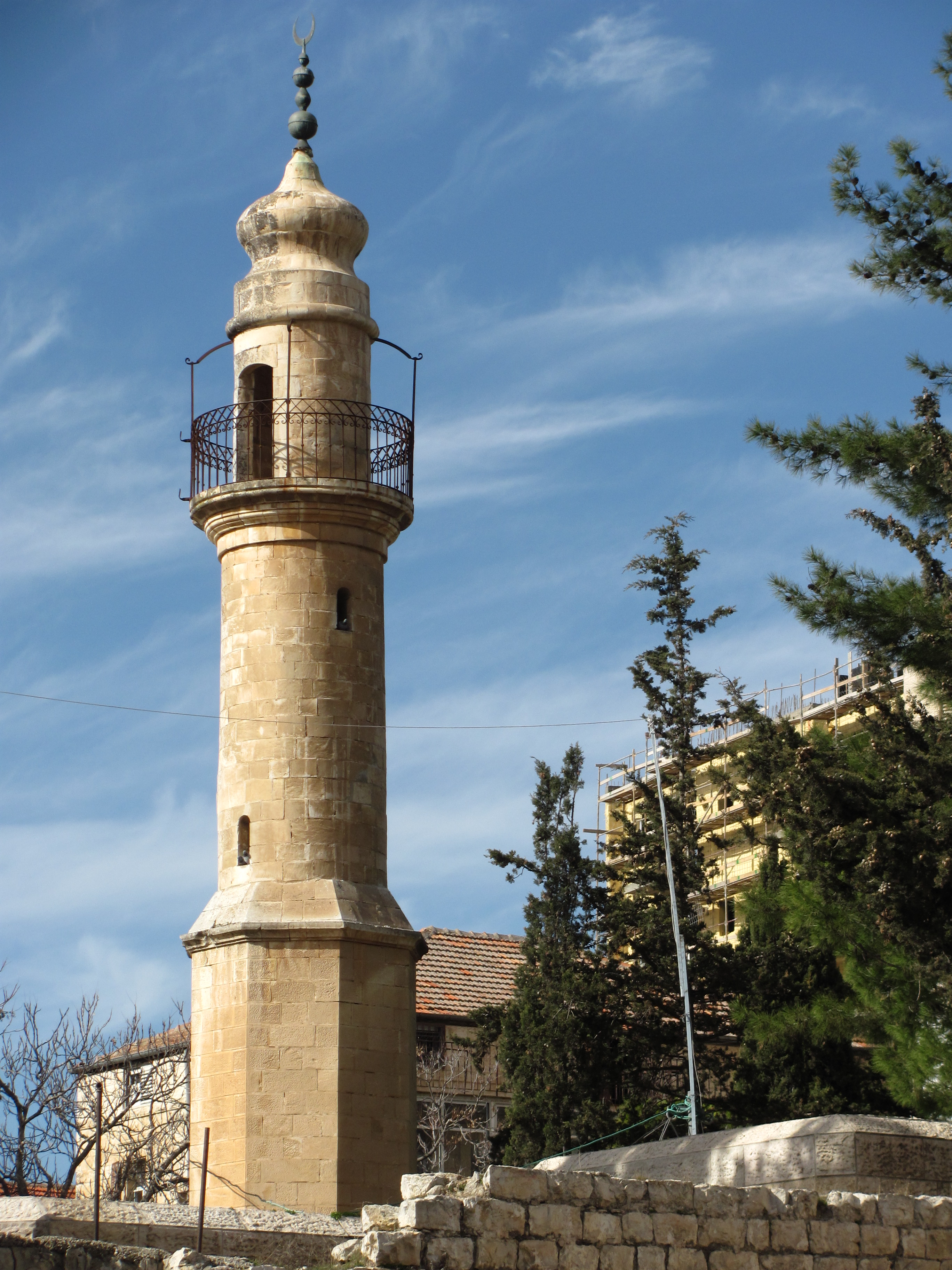
Nebi 阿卡莎清真寺

在斯特劳斯街西侧，以色列总工会大楼后面，矗立着一座十九世纪的 清真寺和叫拜楼名为Nebi阿卡莎清真寺。自1948年独立战争以来清真寺已被废弃，北耶路撒冷市政府用于存储园艺用品。 清真寺不远处是十二世纪的古墓，墓主Nebi Akasha Bin Mohsin是先知穆罕默德的弟子之一。 清真寺和墓之间是一个名为Turbat Kameria的小公园。

## 高层建筑
20世纪末，开发商得到许可，在雅法路、斯特劳斯街,先知街和 Harav Kook 街围合的区域建造一批高层豪华公寓大楼。13层斯特劳斯塔楼1面向斯特劳斯街，于2008年建成。12层的斯特劳斯塔楼2尚未破土动工。 

## 交通
几十年来，斯特劳斯街是从耶路撒冷的南部社区到北部街区的巴士单向行驶的要道（返程巴士行驶平行的Yeshayahu街）。2010年，引进使用铰接客车的快速公交线路，每次最多可容纳140名乘客。斯特劳斯街和 Yeshayahu 街被改为双向道路
斯特劳斯街是耶路撒冷-贝内贝拉克的合乘计程车总站。